# 렌더 출력 장치
컴퓨터 그래픽스에서 렌더 출력 장치(render output unit) 또는 래스터 연산 파이프라인(raster operations pipeline, ROP)은 최신 그래픽 처리 장치(GPU)의 하드웨어 구성 요소이며 최신 그래픽 카드의 렌더링 과정 중 최종 단계 중 하나이다. 픽셀 파이프라인은 화소(각 화소는 차원이 없는 점이다) 및 텍셀 정보를 가져와 특정 행렬 연산 및 벡터 연산을 통해 최종 화소 또는 깊이 값으로 처리한다. 이 과정을 래스터화라고 한다. 따라서 ROP는 두 개 이상의 샘플이 하나의 화소로 병합될 때 계단 현상 방지를 제어한다. ROP는 로컬 메모리의 관련 버퍼 간의 트랜잭션을 수행한다. 여기에는 값을 쓰거나 읽는 것, 그리고 이를 함께 혼합하는 것이 포함된다.
MSAA와 같은 하드웨어 기반 안티에일리어싱 방법을 수행하는 전용 안티에일리어싱 하드웨어는 ROP에 포함되어 있다.
렌더링된 모든 데이터는 프레임버퍼에 쓰여지기 위해 ROP를 거쳐야 하며, 거기서부터 디스플레이로 전송될 수 있다.
따라서 ROP는 GPU의 출력이 디스플레이 준비가 된 비트맵 이미지로 조립되는 곳이다.
과거에는 ROP, 텍스처 매핑 유닛(TMU) 및 셰이더 처리 장치/스트림 프로세서의 수가 같았다. 그러나 2004년부터 여러 GPU는 이러한 영역을 분리하여 애플리케이션 작업 부하 및 사용 가능한 메모리 성능에 대한 최적의 트랜지스터 할당을 허용하고 있다. 이러한 추세가 계속됨에 따라 그래픽스 프로세서는 향후 그래픽스 애플리케이션에 대한 적응성을 향상시키기 위해 아키텍처의 다양한 부분을 계속 분리할 것으로 예상된다. 이 디자인은 또한 칩 제조업체가 상위 GPU가 기본적으로 로우엔드 제품과 동일한 논리를 사용하는 모듈식 라인업을 구축할 수 있도록 한다.
ROP에 대한 용어는 제조업체마다 다를 수 있다. 예를 들어 엔비디아는 이를 ROP라고 부르는 반면 AMD는 "렌더 백엔드"(RB)라는 용어를 사용한다.

## 같이 보기
- 그래픽스 파이프라인
- 렌더링
- 실행 장치
- 비트 블리트